# 金寧鄉
金寧鄉，隸屬中華民國福建省金門縣，位於金門島西北隅，三面環海，東與金湖鎮相鄰，西南方連接金城鎮，總面積為29.8540平方公里。
1949年古寧頭戰役後，成立古寧、金盤兩區公所，隸屬金門民政處；1951年，兩區公所合併，更名為金寧區公所，隸屬金門軍管區行政公署，1953年將古寧、安美、湖埔、榜林、盤山、后盤等六個行政區合併為金寧鄉，為金門島上唯一的鄉。

## 人口
根據金門縣政府民政處統計，2024年底金寧鄉戶數約1.1萬戶，人口約3.6萬人，鄉內人口最多與最少的分別是湖埔村與盤村，2024年底兩人口分別為9,441人與2,094人，其中湖埔村也是金門縣人口第三大村里，亦為中華民國僅次於雲林縣麥寮鄉麥豐村的人口第二大村。

## 政治

### 歷任首長
官派時期
| 任次 | 姓名   | 備註 |
| ---- | ------ | ---- |
| 1    | 李智中 |      |
| 2    | 葉德輝 |      |
| 3    | 開嘉亭 |      |

民選時期
| 任次 | 姓名   | 備註 |
| ---- | ------ | ---- |
| 1    | 楊清國 |      |
| 1    | 謝佩元 | 代理 |
| 2    | 翁克文 |      |
| 3    | 翁克文 |      |
| 4    | 許加發 |      |
| 5    | 許加發 |      |
| 6    | 吳怡跑 |      |
| 7    | 吳怡跑 |      |
| 8    | 李文俊 |      |
| 9    | 李文俊 |      |
| 10   | 陳成勇 |      |
| 11   | 陳成勇 |      |
| 12   | 楊忠俊 |      |
| 13   | 楊忠俊 | 現任 |

### 鄉政組織
金寧鄉公所是金寧鄉最高層級的地方行政機關，在中華民國政府架構中為鄉自治的行政機關，同時負責執行縣政府及中央機關委辦事項，金寧鄉的自治監督機關為金門縣政府。鄉長由全體鄉民直接選舉產生，任期為四年，可連選連任一次。金寧鄉公所並置鄉政會議，為鄉政最高決策機構，在鄉長之下，設有5課3室等8個內部單位及1個附屬機關。
金寧鄉民代表會是金寧鄉的最高民意機關，代表金寧鄉全體鄉民立法和監察鄉政。鄉民代表由公民直選選出，任期為四年，可連選連任。金寧鄉民代表會共有9位鄉民代表，選區劃分上為不分區，主席、副主席由9位鄉民代表互選產生。

### 行政區
下轄后盤村、安美村、湖埔村、古寧村、榜林村、盤山村六個行政村（由36個自然村組成），分為151鄰，
1. 古寧村(28鄰)：轄有南山、北山、林厝、慈湖農莊等四個村落。
2. 安美村(25鄰)：轄有西浦頭、山灶、安岐、東堡、西堡、中堡、湖南七個村落。
3. 湖埔村(31鄰)：轄有湖下、東坑、頂埔下、下埔下、埔邊、埔後、香格里拉等七個村落。
4. 榜林村(30鄰)：轄有榜林、東洲、昔果山、頂後垵、下後垵、后湖、龍門大鎮、議會山莊、甜蜜家園等九個村落。
5. 盤山村(26鄰)：轄有頂堡、下堡、前厝、仁愛新村﹙下田村﹚、柏昱新居、國立金門大學、薩爾斯堡等七個村落。
6. 盤村(11鄰)：轄有后盤山、后沙、西山、嚨口等四個自然村。

## 教育

### 大專院校
- 國立金門大學
- 國立高雄大學金門校區

### 國民中小學
- 金門縣立金寧國民中小學

### 國民小學
- 金門縣金寧鄉金鼎國民小學
- 金門縣金寧鄉古寧國民小學
- 金門縣金寧鄉湖埔國民小學

## 旅遊

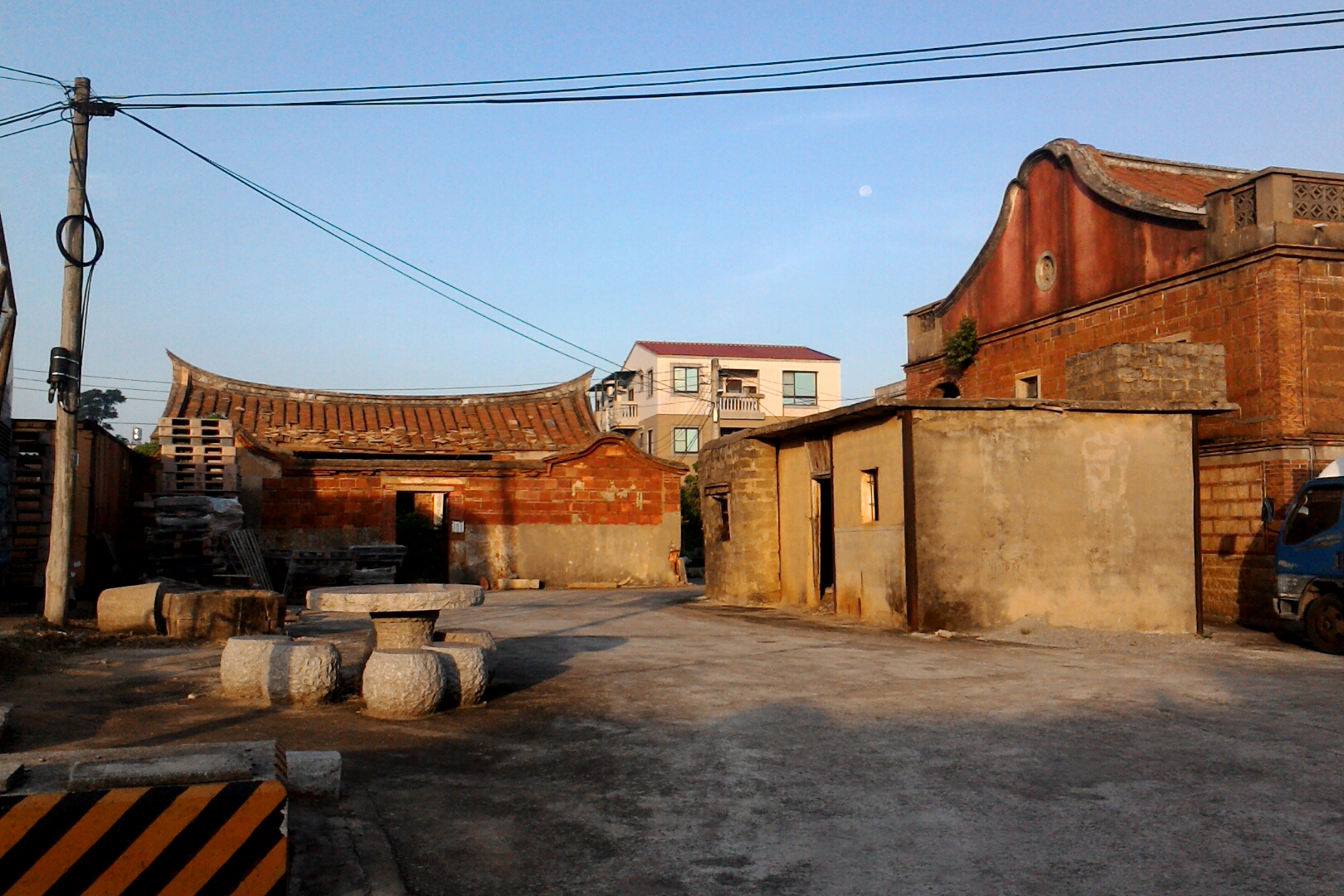
下堡聚落

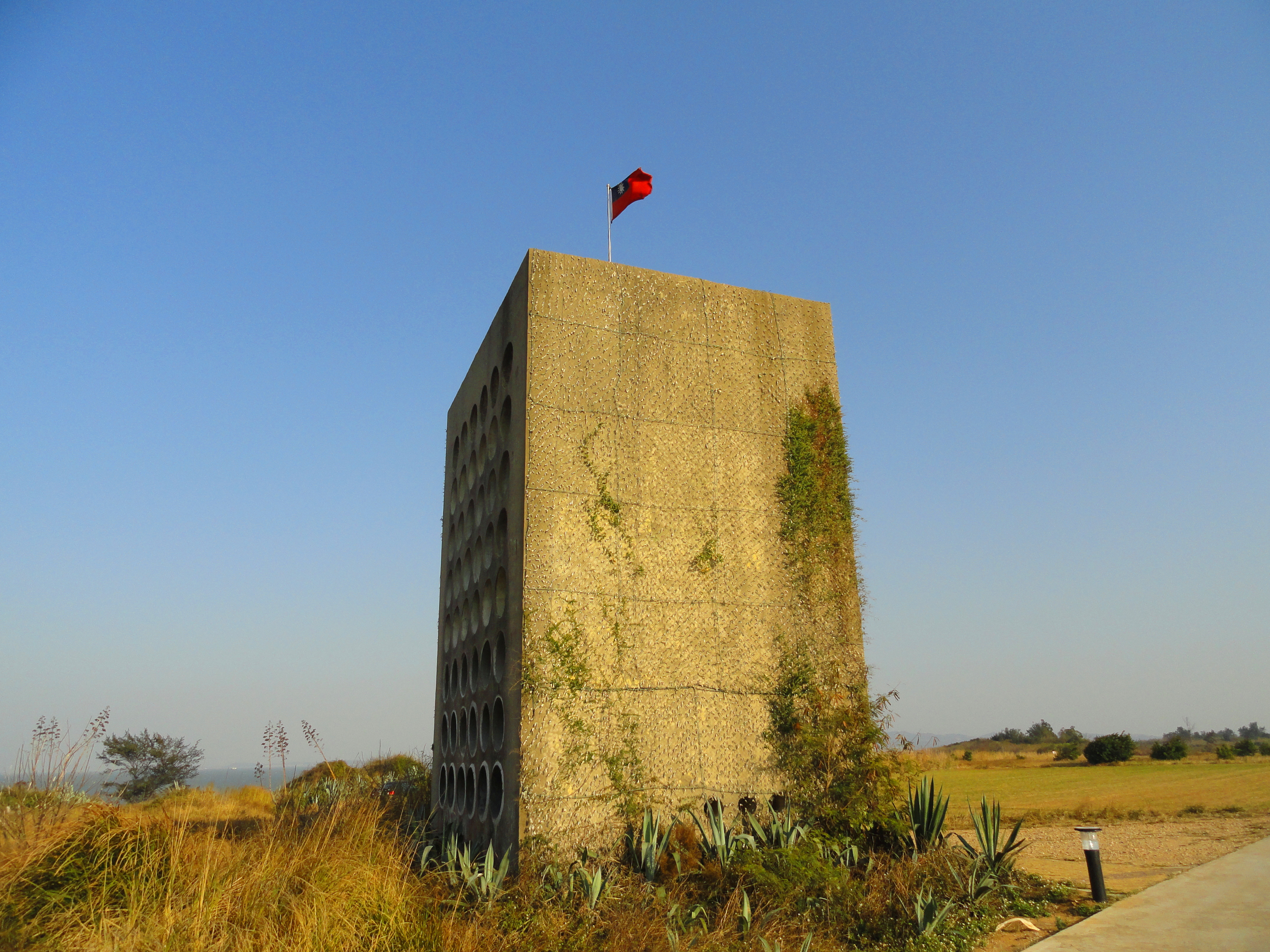
古寧頭播音牆

### 景點
- 中山紀念林
- 古寧頭振威第
- 東一點紅
- 慈湖
- 盤山坑道
- 水尾塔
- 李光前將軍廟
- 風雞咬令箭
- 慈堤
- 雙鯉湖遊客中心
- 北山古洋樓
- 北山播音牆
- 楊清廉紀念館

### 戰役紀念
- 北山斷崖
- 古寧頭戰史館

## 外部連結
- 金寧鄉公所 （页面存档备份，存于）
- 金寧鄉公所的Facebook專頁